# Дельта Змеи
Дельта Змеи (δ Змеи, Delta Serpentis, δ Serpentis, сокращ. Del Ser, δ Sgr) — двойная звезда в экваториальном созвездии Змеи, сама звезда принадлежит к астеризму «Голова змеи» (лат. Serpens Caput). Дельта Змеи имеет видимую звёздную величину +3,8m, и, согласно шкале Бортля, видна невооружённым глазом даже на внутригородском небе (англ. Inner-city). Хотя звезда и имеет обозначение Дельта (4-я буква греческого алфавита), однако сама звезда — 7-я по яркости в созвездии.
Из измерений параллакса, полученных во время миссии Hipparcos, известно, что звезда удалена примерно на 210 св. лет (64 пк) от Земли. Звезда наблюдается севернее 80° ю. ш., то есть, видна практически на всей территории обитаемой Земли, за исключением приполярных областей Антарктиды. Лучшее время для наблюдения — май.
Дельта Змеи движется с гораздо большей скоростью относительно Солнца, чем остальные звёзды: её радиальная гелиоцентрическая скорость: −38 км/с, что почти в 4 раза больше скорости местных звёзд Галактического диска, а также это значит, что звезда приближается к Солнцу. По небосводу звезда движется на северо-запад.

## Имя звезды
Дельта Змеи (латинизированный вариант лат. Delta Serpentis) является обозначением Байера, данным им звезде в 1603 году. У звезды также есть обозначение, данное Флемстидом — 13 Змеи (лат. 13 Serpentis). Обозначения остальных компонентов как Дельта Змеи A, B, С, E и CD вытекают из конвенции, используемой Вашингтонским каталогом визуально-двойных звёзд (WDS) для звёздных систем, и принятого Международным астрономическим союзом (МАС).
Дельта Змеи является членом арабского астеризма ан-Насак аль-Ямани (англ. al-Nasaq al-Yamānī), что в переводе обозначает «Южная линия» в полном астеризме ан-Насакана, что в переводе обозначает «Две линии», наряду с Альфа Змеи (Уникалхай), Эпсилон Змеи, Эпсилон Змееносца (Yed Posterior), Дельта Змееносца (Yed Prior), Дзета Змееносца и Гамма Змееносца.
Согласно сокращённому каталогу звёзд «Технический меморандум 33-507», содержащему 537 названий звёзд, названия аль-Насак аль-Ямани или Насак Ямани были названиями для двух звёзд: Дельта Змеи как Насак Ямани I и Эпсилон Змеи как Насак Ямани II.
В китайской астрономии звезда относится к астеризму 天市右垣 (Tiān Shì Yòu Yuán), что означает «Правая стена небесного рынка», который представляет одиннадцать старых царств Китая, а также маркирует правую границу астеризма, состоящего из звёзд Бета Геркулеса, Гамма Геркулеса, Каппа Геркулеса, Гамма Змеи, Бета Змеи, Дельта Змеи, Альфа Змеи, Эпсилон Змеи, Эпсилон Змееносца, Дельта Змееносца и Дзета Змееносца. Следовательно, само название Дельта Змеи на китайском языке 天市右垣六, (Tiān Shì Yòu Yuán liù) — «Шестая звезда правой стены небесного рынка» — англ. the Sixth Star of Right Wall of Heavenly Market Enclosure, которая представляет царство Цинь (巴). Также звезда совместно с Тета Козерога и 30 Козерога (согласно версии Яна Ридпата) относится к созвездию Девушка.

## Свойства звезды
Дельта Змеи — является парой субгигантов спектрального класса F0IV что указывает на то, что водород в ядре звезды уже закончился и сейчас он «горит» во внешних оболочках звёзд. Также это указывает на то, что звёзды либо сошли, либо вот-вот сойдут с главной последовательности. Через телескоп Дельта Змеи видна как пара звёзд четвёртой (+ 4,14m) и пятой (+5.13m) величины, отделённые друг от друга на 3,9 ". Сама звёздная система похожа на Порриму в созвездии Девы. Наблюдение орбитального движения предполагает дистанцию между звёздами в 375 а.е. (в 9 раз больше расстояния от Плутона до Солнца) и период обращения 3200 лет. Если мы будет смотреть от Дельта Змеи А на Дельта Змеи В, то мы увидим звезду которая сияет с яркостью 330 Лун в полнолуние (то есть с яркостью почти в 0,1 % солнечной), а вот если мы будет смотреть от Дельта Змеи B от Дельта Змеи А, то она будет выглядеть почти в 3 раза ярче. Пара звёзд имеет общую массу системы 5,3 {\displaystyle M_{\bigodot }}, что, учитывая сложность наблюдения, находится в достаточном соответствии с тем, что получается из температуры и светимости, что позволяет предположить, что параметры орбиты являются разумными.
Дельта Змеи А излучает энергию со своей внешней атмосферы при эффективной температуре около 7550 К (немного выше и больше похожа на температуру гиганта), что придаёт ей характерный жёлто-белый цвет звезды спектрального класса F и делает её источником ультрафиолетового излучения. Хотя звезды имеют жёлто-белый цвет, из-за контрастных эффектов пожилые наблюдатели видят слабее голубовато-белого цвета. Дельта Змеи А имеет светимость порядка 71 {\displaystyle L_{\bigodot }}, в то время как Дельта Змеи А светит с яркостью в 26 {\displaystyle L_{\bigodot }}.
В 1922 году была предпринята попытка измерить радиус звезды Дельта Змеи А напрямую, однако, как мы знаем сегодня, эта попытка была неудачной: в то время её угловой размер был оценён в 1,0 mas, а это значит, что на таком расстоянии её физический радиус равен 1,8 {\displaystyle R_{\bigodot }}. Из температуры и светимости звёзд, используя закон Стефана-Больцмана, можно узнать, что их радиус составляет ~5,0 {\displaystyle R_{\bigodot }} и ~3,0 {\displaystyle R_{\bigodot }} соответвенно. Из параметров орбиты и законов Кеплера, можно узнать, что массы звёзд равны 2,4 {\displaystyle M_{\bigodot }} и 2,1 {\displaystyle M_{\bigodot }} соответвенно.
Обе звезды начали свою жизнь приблизительно 0,8 млрд. лет назад, причём Дельта Змеи А, судя по её массе начала свою жизнь как бело-жёлтый карлик спектрального класса A0, чем-то похожий на Вегу, а Дельта Змеи B, судя по её массе начала свою жизнь как бело-жёлтый карлик спектрального класса A3, чем-то похожий на Фомальгаут. В настоящее время обе звезды находятся на грани превращения в красных гигантов. Единственное их отличие заключается в том, что Дельта Змеи А, будучи более массивной звездой, только что прекратила процесс синтеза водорода в ядре, в то время как Дельта Змеи B все ещё находится на последних стадиях синтеза.
Обе звезды вращаются с экваториальной скоростью порядка 75 км/с (то есть со скоростью в почти в 40 раз больше солнечной). Дельта Змеи A требуется порядка 3 дней, чтобы совершить полный оборот, а Дельта Змеи B, чтобы сделать то же самое требуется порядка 2 дней.
Как более продвинутая и более массивная звезда, Дельта Змеи А демонстрирует переменность: во время наблюдений яркость звезды меняется на несколько сотых величин с периодами 3,04 часа и 3,74 часа. Тип переменной определён как переменная звезда типа Дельты Щита, то есть пульсирующая переменная звезда, чья светимость резко меняется из-за радиальных и нерадиальных пульсаций поверхности звезды.

## История изучения кратности звезды
В 1819 году В. Я. Струве открыл, что Дельта Змеи является двойной звезды, то есть открыл компоненты A и B, и звезда вошла в каталоги как STF 1954. Затем в 1911 году у звезды были открыты 2 компонента (компонент AС, который был разрешён на пару звёзд CD). Затем в 2000 году у звезды Дельта Змеи пятый компонент AE и звезда вошла в каталоги как SMR 62. Согласно Вашингтонскому каталогу визуально-двойных звёзд, параметры этих компонентов приведены в таблице:
| Компонент | Год  | Количество измерений | Позиционный угол | Угловое расстояние | Видимая звёздная величина 1 компонента | Видимая звёздная величина 2 компонента |
| AB        | 1819 | 507                  | 202°             | 3.4″               | 4.17m                                  | 5.16m                                  |
| AB        | 1822 | 507                  | 201°             | 2.4″               | 4.17m                                  | 5.16m                                  |
| AB        | 1990 | 507                  | 175°             | 4.3″               | 4.17m                                  | 5.16m                                  |
| AB        | 2018 | 507                  | 172°             | 4.1″               | 4.17m                                  | 5.16m                                  |
| AC        | 1911 | 7                    | 12°              | 65.8″              | 4.17m                                  | 13.90m                                 |
| AC        | 1959 | 7                    | 14°              | 65.2″              | 4.17m                                  | 13.90m                                 |
| AC        | 2014 | 7                    | 18°              | 66.6″              | 4.17m                                  | 13.90m                                 |
| AE        | 2000 | 4                    | 41°              | 63.7″              | 4.17m                                  | 15.00m                                 |
| AE        | 2014 | 4                    | 42°              | 63.5″              | 4.17m                                  | 15.00m                                 |
| CD        | 1911 | 7                    | 339°             | 4.4″               | 13.90m                                 | 14.60m                                 |
| CD        | 2015 | 7                    | 339°             | 4.1″               | 13.90m                                 | 14.60m                                 |

Обобщая все сведения о звезде, можно сказать, что у звезды Дельта Змеи есть спутник пятой величины, находящийся на очень малом угловом расстоянии, которое он изменил, двигаясь по эллиптической орбите, в течение последних почти 200 лет и он, несомненно, настоящий компаньон. Рядом находится компонент «E» (компонент AE), звезда 15-й величины, находящийся на угловом расстоянии 63,5 секунд дуги у которой неизвестен ни параллакс, ни собственное движение. Также рядом мо звездой, находится пара слабых звёздочек 14-й величины (компонент CD), находящийся на угловом расстоянии 66,6 секунд дуги у которой также неизвестен ни параллакс, ни собственное движение, но у неё известен каталожный номер — CCDM J15348+1033CD. Однако, скорее всего, ни компонент «E», ни пара звёзд CD в систему Дельта Змеи не входят.